# 151 (liczba)
151 (sto pięćdziesiąt jeden) – liczba naturalna następująca po 150 i poprzedzająca 152.

## W matematyce
- 151 jest trzydziestą szóstą liczbą pierwszą, następującą po 149 i poprzedzającą 157[1]
- 151 jest większą z liczb bliźniaczych (149, 151)[2][3]
- 151 jest liczbą szczęśliwą[4]
- 151 jest palindromem liczbowym, czyli może być czytana w obu kierunkach, w pozycyjnym systemie liczbowym o bazie 3 (12121) oraz bazie 10 (151)
- 151 należy do jednej trójki pitagorejskiej (151, 11400, 11401).

## W nauce
- liczba atomowa unpentunium (niezsyntetyzowany pierwiastek chemiczny)
- galaktyka NGC 151
- planetoida (151) Abundantia
- kometa krótkookresowa 151P/Helin

## W kalendarzu
151. dniem w roku jest 31 maja (w latach przestępnych jest to 30 maja). Zobacz też co wydarzyło się w roku 151, oraz w roku 151 p.n.e.